# Sheila O’Donnell
Sheila O’Donnell (geboren 6. Januar 1953 in Dublin, Irland) ist eine irische Architektin, die 1988 das Architekturbüro O’Donnell + Tuomey mitbegründete. 2010 wurde sie zum Honorary Fellow (nicht US-amerikanisches Mitglied) des American Institute of Architects gewählt.

## Beruflicher Werdegang

### Ausbildung
O’Donnell schloss 1976 ihr Studium der Architektur am University College Dublin mit einem Diplom ab. Anschließend zog sie nach London und machte im Jahr 1980 ihren Master-Abschluss in Umweltdesign am Royal College of Art und wurde als beste Absolventin ausgezeichnet. Sie arbeitete zudem 17 Monate mit James Stirling zusammen und war an der Gestaltung der Clore Gallery der Tate Britain in Milbank (London) beteiligt, bevor sie 1981 nach Dublin zurückkehrte.

### Group 91 Architects
O’Donnell gehörte in den frühen 1980er Jahren zu einer kleinen Gruppe von Architekten, die sich für die Entwicklung des Zentrums von Dublin interessierten. Sie engagierte sich bei der Gründung der Blue Studio Architecture Gallery, in der Ideen und Vorschläge für die Erneuerung und Wiederbesiedlung des Dubliner Hafenviertels ausgestellt wurden. 1991 wurde sie Direktorin dieser Architektengruppe, die sich Group 91 nannte. Sie bestand neben Sheila O’Donnell aus 12 weiteren Mitgliedern: Rachael Chidlow, Shay Cleary, Yvonne Farrell, Paul Keogh, Niall McCullough, Shelley McNamara, Michael McGarry, Valerie Mulvin, Siobhan Ní Eanaigh, Shane O’Toole, John Tuomey und Derek Tynan. Group 91 gewann den Architekturwettbewerb für die Entwicklung von Dublins Temple Bar. 1996 wurde das Projekt Temple Bar Framework Plan auf die Shortlist des European Union Prize for Contemporary Architecture - Mies van der Rohe Award gesetzt. Das Projekt wurde 1998 abgeschlossen und bei der Architecture League in New York vorgestellt.

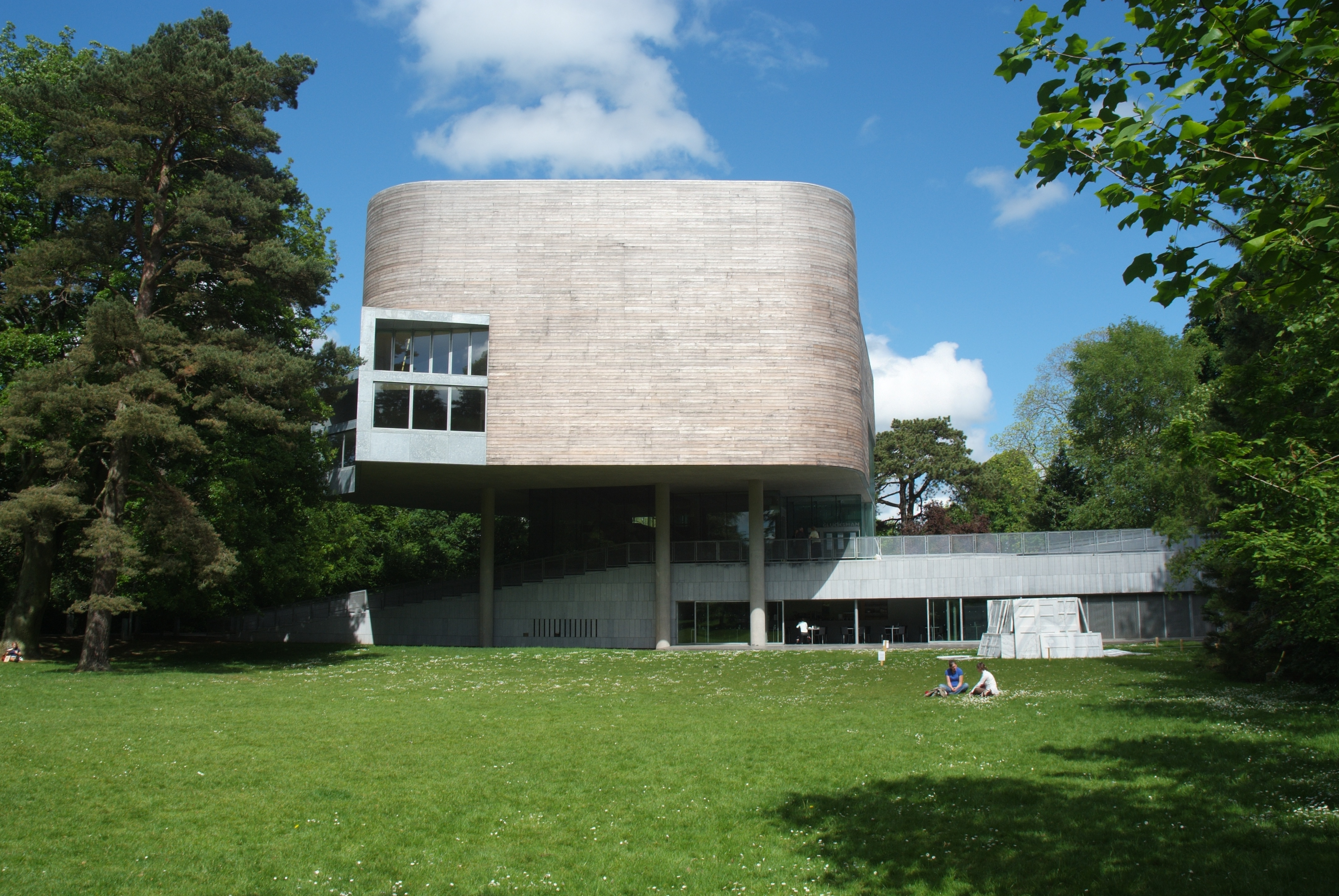
Glucksman Gallery auf dem Gelände des University College Cork 2005

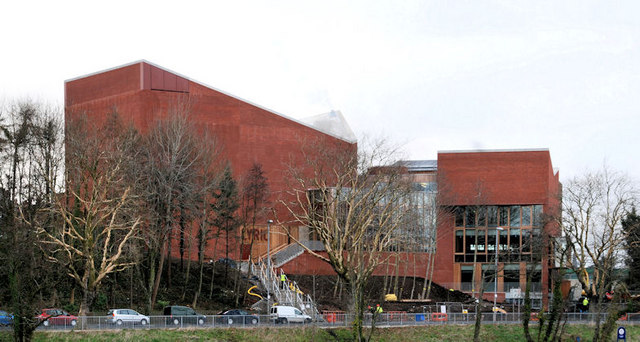
The Lyric Theatre, Belfast 2011

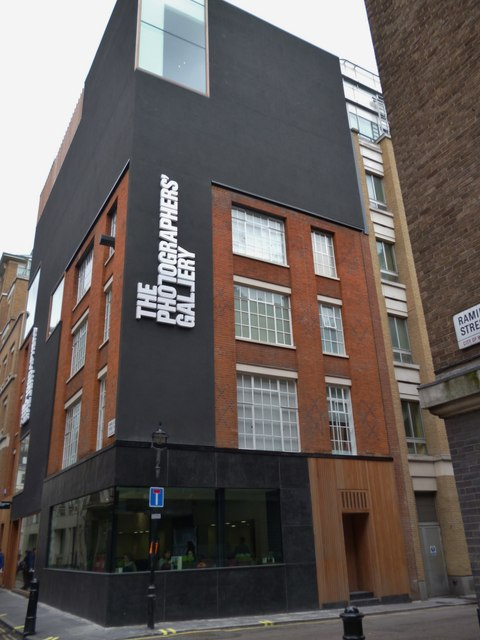
Photographers’ Gallery, London 2012

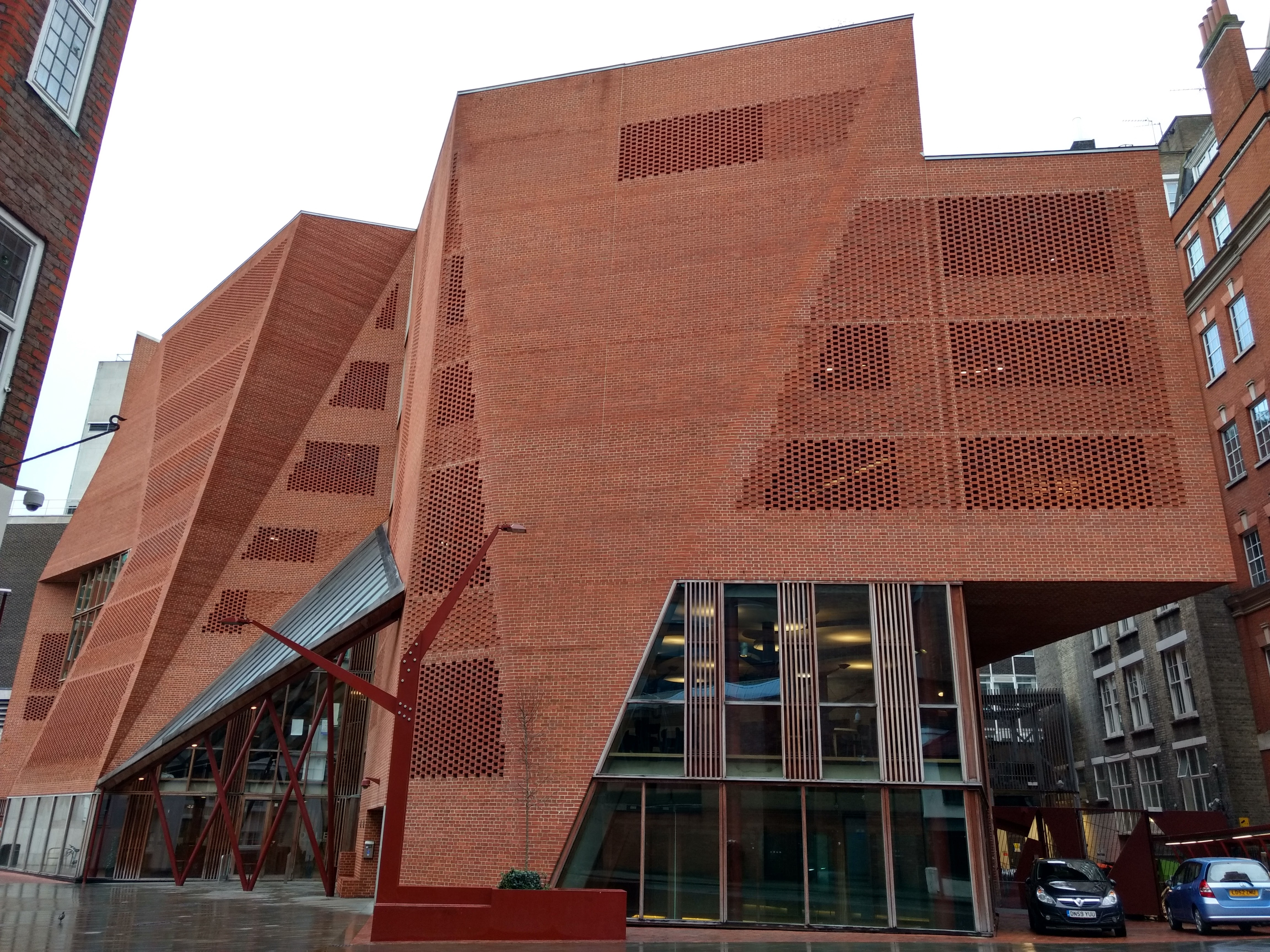
Saw Swee Hock Student Centre der London School of Economics, London 2015

### O’Donnell + Tuomey
1988 gründete sie zusammen mit ihrem Mann John Tuomey das Architekturbüro O’Donnell + Tuomey in Dublin, das zahlreiche nationale Auszeichnungen erhalten hat, darunter seit 1988 sieben Mal die Downes-Medaille der Architectural Association of Ireland und 2000 die RIAI-Goldmedaille. Das Architekturbüro hat Irland zweimal auf der Architekturbiennale Venedig vertreten (2004 und 2008) und wurde für mehrere europäische Preise nominiert.
Einige von O’Donnells Arbeiten zeichnen sich durch die Verwendung von Aquarellstudien aus, die in der Royal Academy of Arts in London und in der Royal Hibernian Academy in Dublin ausgestellt worden sind. Sie war an der Gestaltung eines Studentenzentrums für die London School of Economics und eines Gebäudes für die Photographers’ Gallery in Soho beteiligt. Ein Großteil ihrer Arbeit konzentrierte sich auf Wohnhäuser, Schulen und Kultureinrichtungen in Dublin, darunter das Irish Film Institute (1992) und eine Erweiterung der Ranelagh School (1998). In jüngerer Zeit hat O’Donnell in Zusammenarbeit mit dem irischen Bildungsministerium an der Gestaltung der Cherry Orchard National School gearbeitet, einem Grundschul-Pilotprojekt für benachteiligte Gemeinden. Sie wurde mehrfach ausgezeichnet und von der Organisation für wirtschaftliche Zusammenarbeit und Entwicklung (OECD) als vorbildliches Bildungsgebäude veröffentlicht.
Sheila O’Donnell ist Vollzeitprofessorin am University College Dublin und war Gastdozentin und Kritikerin an Architekturschulen in Japan, Venezuela und den Vereinigten Staaten von Amerika, darunter Princeton University, Michigan State University, Buffalo University, Yale University, Columbia University, Syracuse University und Cooper Union. Außerdem ist sie externe Prüferin für den Fachbereich Architektur der University of Cambridge und für die Architectural Association School of Architecture in London.

### Preise und Anerkennungen
Seit 2006 beteiligt sich O’Donnell an der Vergabe der britischen Royal Institute of British Architects (RIBA) Awards. Im Jahr 2010 wurde O’Donnell zum Ehrenmitglied des American Institute of Architects gewählt. 2013 wurde sie in die engere Wahl für die Auszeichnung „Woman Architect of the Year“ des Architects’ Journal aufgenommen.
2009 wurde O’Donnell zum Mitglied von Asodána gewählt, einem Zusammenschluss irischer Künstler.
Im Jahr 2015 wurden O’Donnell + Tuomey mit der RIBA Royal Gold Medal 2015 ausgezeichnet. Die Auszeichnung wird von der britischen Königin (Elizabeth II.) an Architekten verliehen, die einen großen Einfluss auf die Architektur ausgeübt haben.
2019 wurde O’Donnell im Rahmen der Women in Architecture Awards zur „Architektin des Jahres“ gewählt.

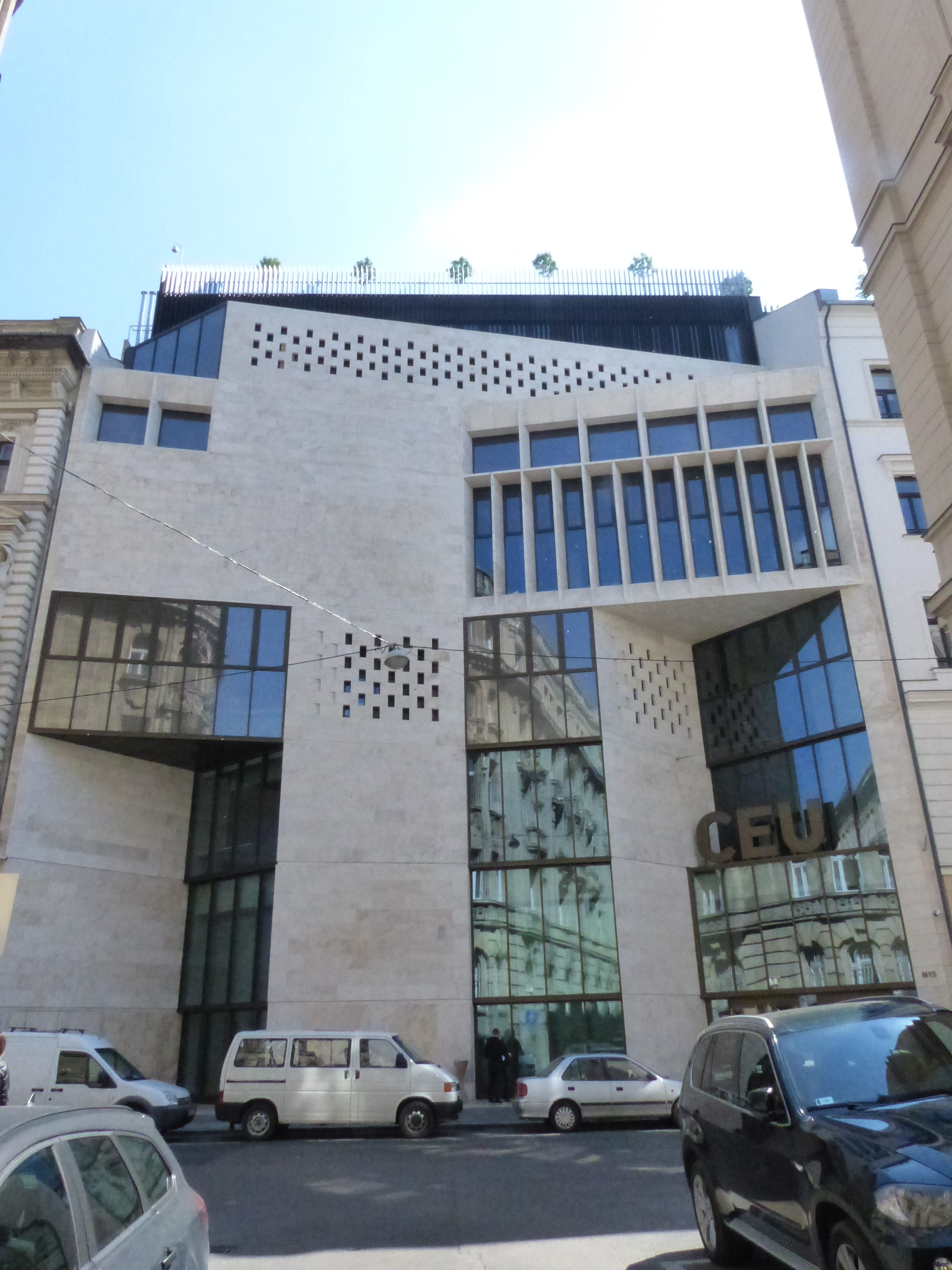
Neubau der Central European University in Budapest

## Projekte und Preise (Auswahl)
Die Preise wurden jeweils pro Projekt für das Architekturbüro O’Donnell + Tuomey vergeben.
Städteplanung und öffentlicher Raum
- Living in the city, Dublin. 1990 AAI Downes Medal.[12]
- 2017: Olympicopolis Masterplan, London.[13][14]
- 2018: Stratford Waterfront Masterplan, East Bank, Stratford Waterfront, Queen Elizabeth Olympic Park, London.[15]

Architekturbiennale Venedig
- 1991: Irish Pavilion, Ausstellungspavillon für Bilder des Künstlers Brian Maguire 11 Cities / 11 Nations in Leeuwarden, Niederlande. Der Pavillon wurde nach der Ausstellung im Hof des Irish Museum of Modern Art wieder aufgebaut. 1992 AAI Downes Medal.[16][17]
- 2004: Irischer Pavillon auf der Architekturbiennale Venedig, Italien. RIAI Award, 2005 AAI Special Mention.[18][19]
- 2008: Lives of Spaces, Architekturbiennale Venedig, Italien.[20]
- 2012: The Vessel, Architekturbiennale Venedig, Italien. 2013 AAI Special Mention.[21][22]
- 2018: Folding Landscape / East and West, Architekturbiennale Venedig, Italien.[23]

Kultureinrichtungen
- 1992: Irish Film Center, 6 Eustace Street, Temple Bar, Dublin 2. 1986 AAI Award.[24][25]
- 1996: Gallery of Photography Dublin, Meeting House Square, Temple Bar, Dublin 2. 1997 AAI Downes Medal.[26][27]
- 1996: National Photographic Archive / DIT School of Photography, Meeting House Square, Temple Bar, Dublin 2.1997 AAI Award – zusammen mit Group 91.[28][27]
- 2000: Milkbar, 18 Montague Street, Dublin 2. RIAI Award, Glen Dimplex Grand Prix Design Award.[29]
- 2008: Seán O’Casey Community Center, St Mary’s Rd, East Wall, Dublin. 2008 Irish Concrete Society (Building Category),[30] RIBA International Award, 2009 AAI Special Award.[31][32]
- 2011: The Lyric Theatre, 55 Ridgeway St, Belfast, Nordirland, Vereinigtes Königreich. 2021 RIAI Triennial Gold Medal, Shortlist des European Union Prize for Contemporary Architecture - Mies van der Rohe Award, 2012 Irish Concrete Society (Overall Winner und Building Category),[33] Department of Environment Planning and Development Award, RSUA Design Award, The Liam McCormick Building of the Year Award, 2012 AAI Special Award,[34] Civic Trust Award, RIAI Award, RIBA Award, Brick Awards - Best Public Building and Supreme Winner.[35]
- 2012: Photographers’ Gallery London, 16-18 Ramillies St, Soho, London. 2013 AAI Special Mention,[36] Westminster Society Biennial Award for Renovated Architecture, RIAI Award in der Kategorie Best International Award, RIBA Award.[37]

Wohnhäuser und -anlagen
- 1998: Hudson House, Wohnhaus in Navan, County Meath. Irish Concrete Society (Special commendation), RIAI Award, AAI Award.[38][39]
- 2002: Social housing in Galbally, County Limerick. 2003 AAI Award,[40] RIAI Award, RIBA Award.[41]
- 2003: Howth house, Wohnhaus in Howth, Dublin 13. 2004 AAI Special Mention,[42] RIBA Award.[43]
- 2008: Gray House, Wohnhaus in Howth, Dublin 13.[44]
- 2009: Timberyard Housing, Cork Street, Dublin 8. Auf der Shortlist für den European Union Prize for Contemporary Architecture - Mies van der Rohe Award, RIBA Award (International Award), Civic Trust Award, 2010 AAI Downes Medal,[45] RIAI Award.[46]
- 2018: Sunday’s Well Houses, Sundays Well Road, Cork, Irland. 2019 RIAI Award (Best Living).[47]

Bildungsstätten
- 1998: Raneladh multidenominational school, Ranelagh Road, Ranelagh, Dublin 6. 2005 RIAI Triennial Gold Medal, 1999 AAI Downes Medal,[39] RIBA Award in der Kategorie: Educational Building in Europe, Shortlist des European Union Prize for Contemporary Architecture - Mies van der Rohe Award.[48]
- 2001: GMIT Furniture college Letterfrack, County Galway. Shortlist des European Union Prize for Contemporary Architecture - Mies van der Rohe Award, 2002 AAI Downes Medal,[49] RIBA Award, RIAI Award.[50]
- 2003: UCD Centre for Research into Infectious Diseases, University College Dublin Belfield, Dublin 4. 2004 AAI Award,[42] RIAI Award, RIBA Award.[51]
- 2005: Glucksman gallery des University College Cork. Civic Trust Award, RIAI Award - Best Public Building, UK Buildings Services Award Project of the Year, SEAI Sustainable Energy Award, RIBA Award, GAGA Construction Award Hot Dip Galvanising Award, 2005 AAI Special Mention.[18][52]
- 2007: TCD Irish Art Research Centre, Neugestaltung und Umwidmung der von Frederick Darley 1844 erbauten Provost’s Stables im Trinity College Dublin, Nassau Street.[53]
- 2015: LSE Saw Swee Hock Studentenzentrum der London School of Economics and Political Science, Houghton St, London.[54] People’s Choice Award (The Best Building in London over Last 10 Years), Civic Trust Award (Special Award for Brick), Westminster Society Biennial Award for Architecture, RIBA Award (London Building of the Year),  Irish Concrete Society (International Award, Irish Building, Brick Awards und Design Award), RIAI Award (Best International Award), RIBA Award, Finalist des RIBA Stirling Prize, Leaf Awards (Public Building of the Year), Brick Awards (Use of Brick and Clay Products, Best Education Building und Supreme Winner).[55][56]
- 2015: St. Angela’s College, St Patrick’s Hill, Cork, Irland. Cork Better Building Awards (Judges Choice Award), 2017 Irish Concrete Society (Overall Winner und Building Category),[57] 2017 AAI Award,[58] RIAI Award (Best Education Building), RIBA Award (International Excellence).[59]
- 2016: Neubau der Central European University Phase 1, Nador u. 9, 1051 Budapest, Ungarn. Women in Architecture Awards: Architect of the Year - für Sheila O’Donnell, 2018 RIBA Award for International Excellence,[60] RIBA Award, Civic Trust Award, RIAI Award - Best International Project, Baumit: Façade of the Year Award, 2017 AAI Special Mention.[61][62]
- 2018: Cavanagh Bridge UCC, University College Cork, College Road, Cork, Irland. 2019 RIAI Award (Best Public Space), 2019 AAI Award,[63] Irish Concrete Society (Overall Winner, Element Category Award).[64]
- 2020: UCC Student Hub, University College Cork, College Road, Cork, Irland. 2021 Irish Concrete Society (Building Award),[65] 2021 AAI Special Mention,[66] 2021 RIAI Award (Adaptation and Re-use = Umgestaltung und Wiederverwendung).[67]
- 2019: Sandford Park School, Dublin. Wood Awards (Winner Large Public Buildings).[68]

## Veröffentlichungen
- Figurative architecture. The work of five Dublin architects: Rachael Chidlow, Paul Keogh, Sheila O’Donnell, John Tuomey and Derek Tynan. Ausstellungskatalog. Architectural Association, London 1986, ISBN 978-0-904503-69-2 (englisch).
- Mit John Tuomey: O’Donnell and Tuomey. „Published to coincide with the establishment of a new architectural practice.“ Gandon, Dublin 1988, OCLC 19481418 (englisch).
- Mit Brian Maguire, John Tuomey, John O’Regan, Shane O’Toole: The Irish pavilion. Gandon Editions, Dublin 1992, ISBN 978-0-946641-25-3 (englisch).
- Mit John Tuomey: O’Donnell & Tuomey. Gandon Editions, Kinsale 1997, ISBN 978-0-946641-98-7 (englisch).
- Mit Kester Rattenbury, John Tuomey: Archaeology of the air. O’Donnell + Tuomey architecture. Navado Press, Trieste 2004, ISBN 978-88-901457-0-4 (englisch).
- Mit John Tuomey, Hugh Campbell, David Leatherbarrow: O’Donnell + Tuomey. Selected works. Princeton Architectural Press, New York 2007, ISBN 978-1-56898-601-2 (englisch).
- Mit John Tuomey: Ways of working. School of Architecture and Planning, University at Buffalo, State University of New York, Buffalo 2010, ISBN 978-1-61623-301-3 (englisch).
- Mit John Tuomey: Space for architecture. The work of O’Donnell + Tuomey. Artifice Books on Architecture, London 2014, ISBN 978-1-908967-47-3 (englisch).
- More space for architecture. The work of O’Donnell + Tuomey. Artifice Press, 2022, ISBN 978-1-911339-45-8 (englisch).
- Mit John Tuomey: A pavilion for paintings of Brian Maguire. In: Rosamund Diamond; Wilfried Wang (Hrsg.): On continuity. 9H Publications, New York, NY, Cambridge, Mass., OCLC 604216316 (englisch).